# Млудзин
Млудзин (пол. Młudzyn) — село в Польщі, у гміні Журомін Журомінського повіту Мазовецького воєводства.
Населення — 127 осіб (2011).
У 1975-1998 роках село належало до Цехановського воєводства.

## Демографія
Демографічна структура станом на 31 березня 2011 року:
|          | Загалом | Допрацездатний вік | Працездатний вік | Постпрацездатний вік |
| -------- | ------- | ------------------ | ---------------- | -------------------- |
| Чоловіки | 63      | 18                 | 35               | 10                   |
| Жінки    | 64      | 15                 | 33               | 16                   |
| Разом    | 127     | 33                 | 68               | 26                   |